# 卧躺餐厅

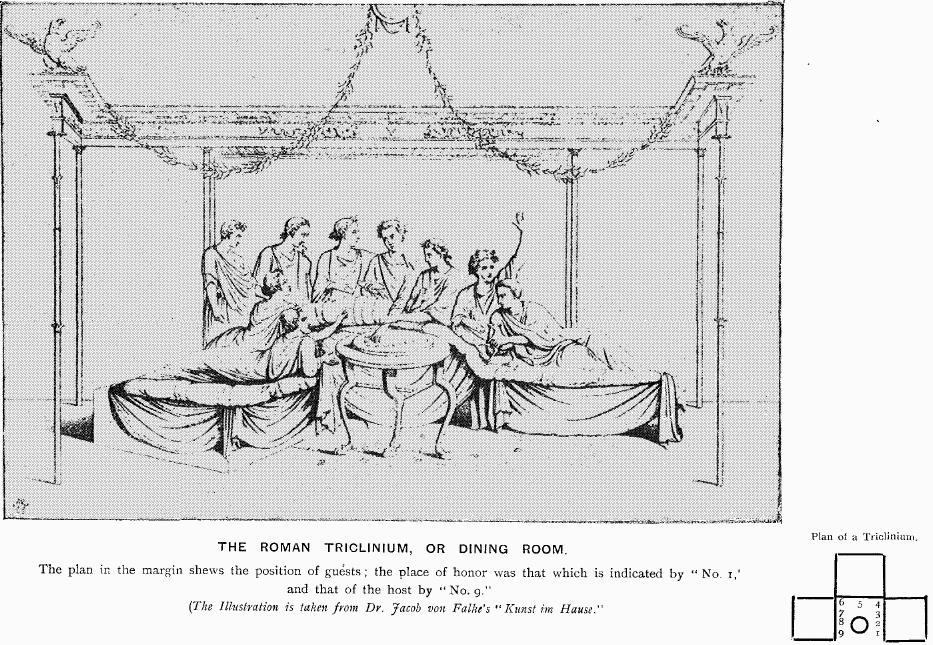
卧躺餐厅，绘制于十九世纪

卧躺餐厅，是古罗马时代住宅中的餐厅。房间正中摆一张低矮的桌子，地板三面向桌子倾斜，斜角约10°。 另外一侧则是水平的，仆人在这一侧侍奉食物与酒水:376。 

在古罗马人（尤其是贵族）的家中，卧躺餐厅是很常见的。它可用来招待客人。食客们围绕一个矮桌，斜靠在垫子上。 在阿雷佐（Arezzo，意大利中部城市）的考古博物馆，我们可以看到一个卧躺餐厅的复原模型。

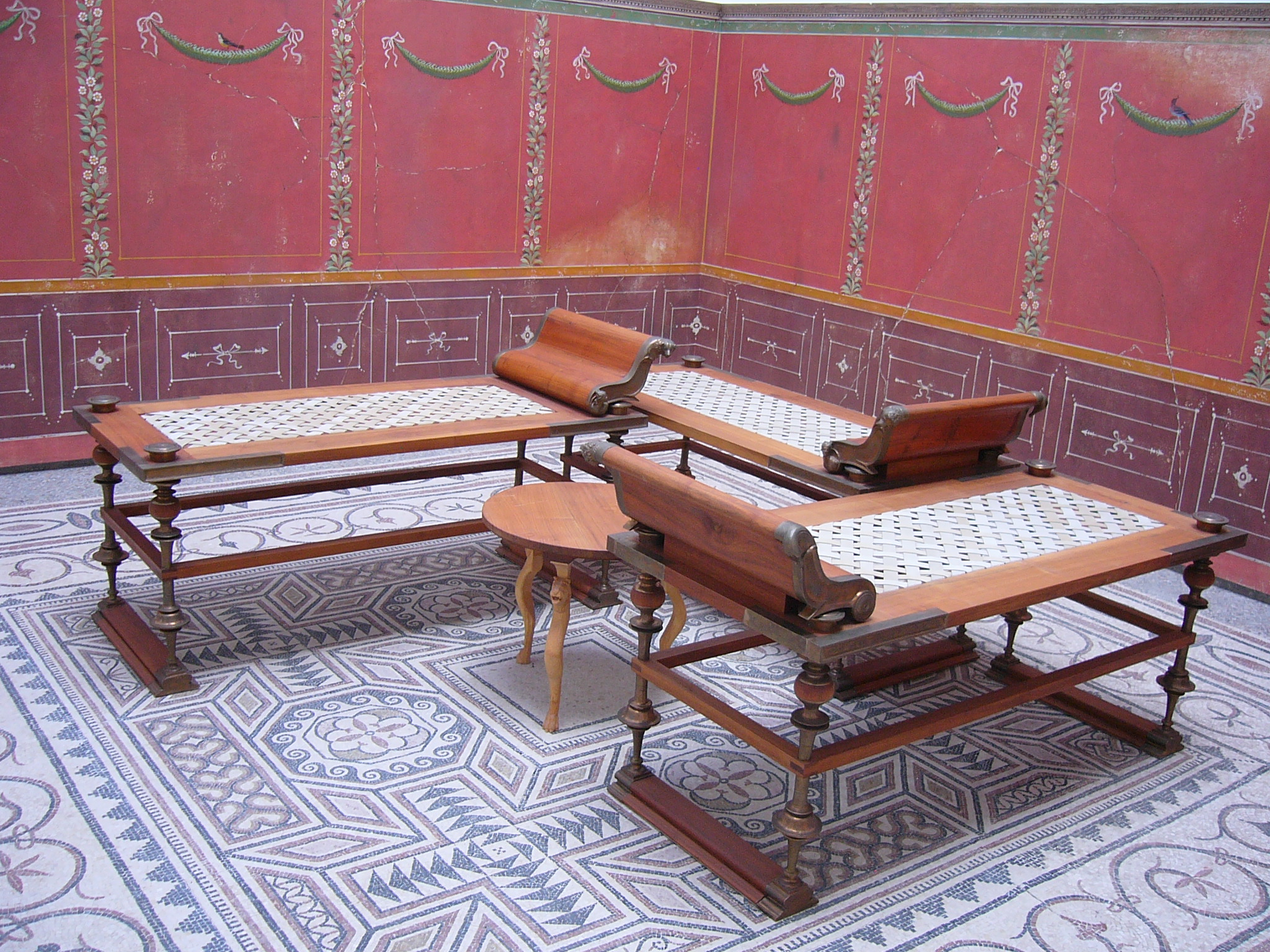
卧躺餐厅复原图
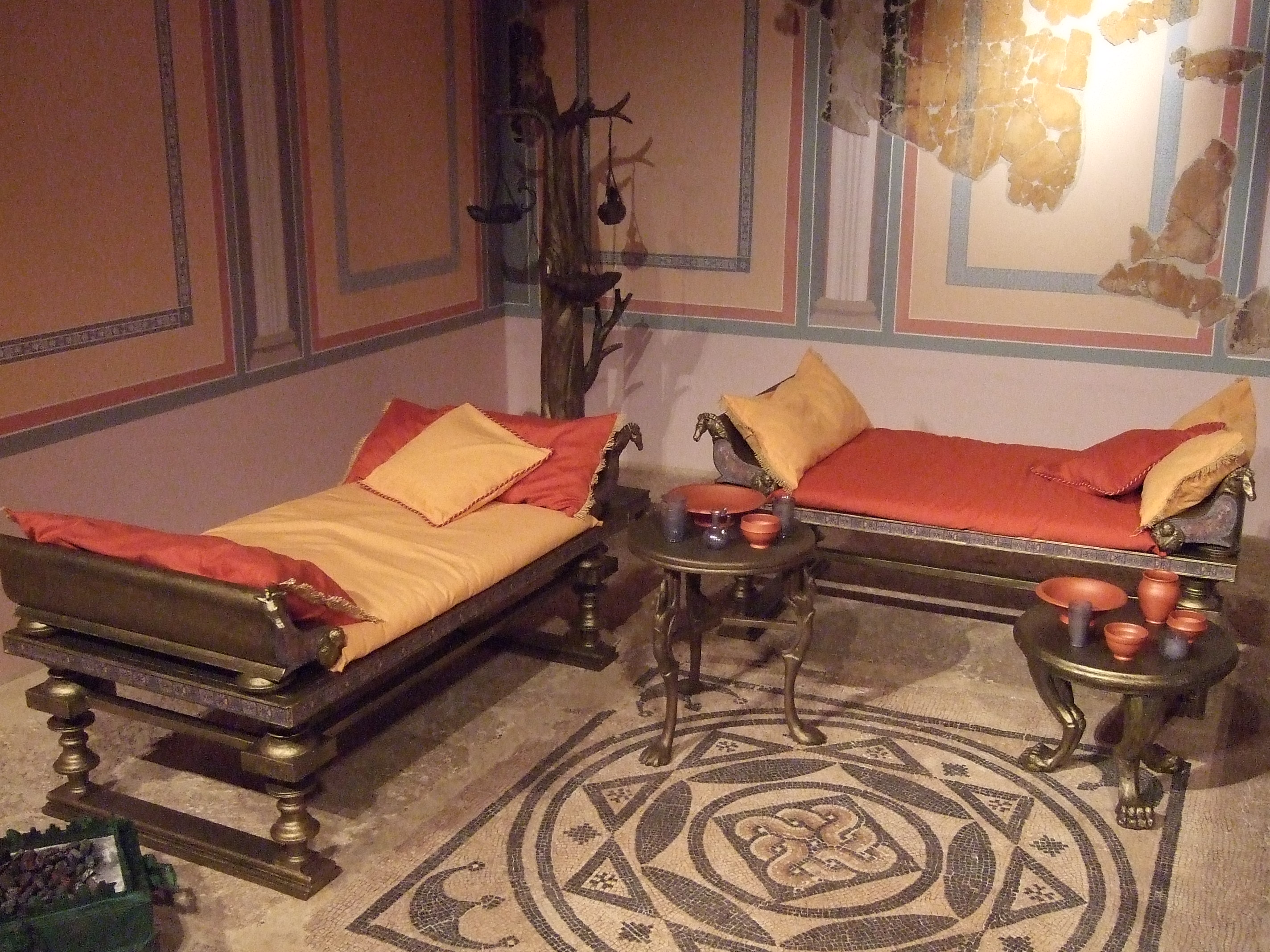
卧躺餐厅复原图